# 马蓝鱼
马蓝鱼（1936年—），曾用名蓝玉，女，陕西榆林人，中国秦腔演员。曾任中国戏剧家协会理事。